# Helene von Bolváry

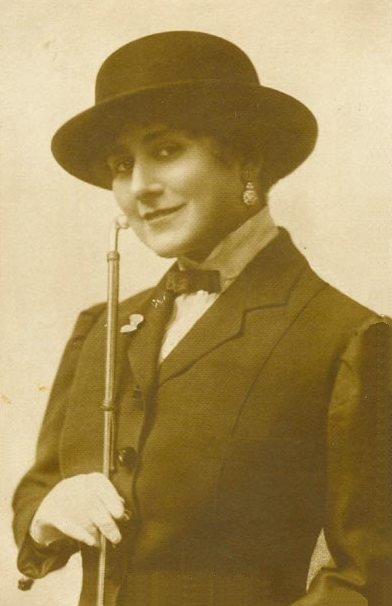
Helene von Bolváry (1910)

Helene von Bolváry (anhörenⓘ)geb. Ilona [von] Mattyasovszky, (* 1. April 1889 in Esztergom, Österreich-Ungarn; † 13. April 1943 in Budakeszi, Ungarn) war eine ungarische Schauspielerin.

## Leben
Ilona Mattyasovszky kam als Kind wohlhabender Eltern in Esztergom zur Welt. Sie besuchte eine Höhere Töchterschule in Budapest und wurde gegen ihren Willen bereits im Alter von 17 Jahren verheiratet. Nach der Scheidung von ihrem ersten Ehemann absolvierte Mattyasovszky die Bühnenakademie in Budapest. Es folgten Theaterengagements in der Provinz und in Budapest.
Mattyasovszky kam 1915 zum Film und gab ihr Leinwanddebüt in Der Dorflump (A falu rossza). Es folgten über 60 Filme in Ungarn, darunter mehrere Filme unter der Regie von Géza von Bolváry, mit dem sie ab 1921 verheiratet war. (Anm.) Beide gründeten im Jahr 1921 in Ungarn eine Theater- und Filmschule, verließen das Land jedoch im Folgejahr und arbeiteten zunächst in Wien und später in München. Helene von Bolváry drehte zudem in Frankreich, Österreich und Deutschland. Es gelang ihr nicht, beim Tonfilm Fuß zu fassen. Sie verstarb 1943 in Budakeszi.

## Filmografie (Auswahl)
- 1915: A falu rossza
- 1915: Romlott emberek közt
- 1917: Az obsitos
- 1917: Toprini nász
- 1917: A dollárnéni
- 1918: Udvari levegö
- 1918: Tüzpróba
- 1918: Tájfun
- 1918: Sphynx
- 1918: Rang és mód
- 1918: Jobbra én, balra te
- 1918: Izrael
- 1918: Halálos csönd
- 1918: Egyenlöség
- 1918: Az impresszárió
- 1918: Az asszonyfaló
- 1918: A Vörös kérdöjel
- 1919: Tilos a csók
- 1919: Fehér rózsa
- 1920: A tizennegyedik
- 1920: Masamód
- 1920: Lengyelvér
- 1920: Játék a sorssal
- 1920: Gyermekszív
- 1920: A színésznö
- 1921: Tavaszi szerelem
- 1921: Das Haus ohne Tür und Fenster
- 1922: Die Bestie
- 1922: Zwischen Liebe und Macht
- 1923: Mutterherz
- 1923: Das Abenteuer von Sagossa
- 1923: Az egyhuszasos lány
- 1923: Marco unter Gauklern und Bestien
- 1923: Wüstenrausch
- 1923: Der Weg zum Licht
- 1924: Egy fiúnak a fele
- 1924: Die Frau im Feuer
- 1925: Die Königsgrenadiere
- 1925: Mädchen, die man nicht heiratet
- 1925: Frauen, die nicht lieben dürfen
- 1926: Das deutsche Mutterherz
- 1926: Die Liebe der Bajadere
- 1927: Steh’ ich in finstrer Mitternacht
- 1928: Ich hatte einst ein schönes Vaterland
- 1928: Die Hölle der Jungfrauen
- 1928: Tragödie im Zirkus Royal
- 1928: Die Sünderin
- 1928: Mädchenschicksale
- 1928: Die Frau auf der Folter
- 1928: Er geht rechts – Sie geht links!